# Moronidae
Los  morónidos (Moronidae) son una familia de peces marinos incluida en el orden Perciformes. Se encuentran con cierta frecuencia cerca de la costa del océano Atlántico y del mar Mediterráneo.
Tienen el cuerpo medianamente alargado, algunas especies pueden superar ampliamente la longitud de un metro. Son muy apreciadas en la pesca deportiva.

## Especies
La familia contiene 6 especies y 2 géneros:
- Género Dicentrarchus
  - Dicentrarchus labrax (Linnaeus, 1758) - Lubina
  - Dicentrarchus punctatus (Bloch, 1792)
- Género Morone
  - Morone americana (Gmelin, 1789)
  - Morone chrysops (Rafinesque, 1820)
  - Morone mississippiensis 
  - Morone saxatilis (Walbaum, 1792) - Lubina rayada